# Wołosate
Wołosate ist ein Dorf in der Gemeinde Lutowiska im Powiat Bieszczadzki der Woiwodschaft Karpatenvorland in Südost-Polen nahe der Grenze zur Ukraine.
Das im Jahr 1557 erstmals erwähnte Wołosate ist der südlichste bewohnte Ort Polens, gelegen im Bieszczady-Nationalpark im Flusstal des Wołosaty, etwa drei Kilometer nördlich der Grenze zur Ukraine und fünfzehn Kilometer nordwestlich des Südostzipfels Polens, der von der Ukraine umschlossen ist.
Die Ortschaft liegt am Beginn der Woiwodschaftsstraße 897 ungefähr 22 Kilometer südlich von Lutowiska und 120 Kilometer südsüdöstlich der Woiwodschaftshauptstadt Rzeszów.
Im Nordosten und Osten stehen in drei bis fünf Kilometern Entfernung die Bergketten mit den höchsten Erhebungen der Bieszczady wie dem Tarnica (1346), dem Krzmień (1335) und dem Halicz (1333 m).
In den umliegenden Wäldern findet sich die urtümliche Fauna der Bieszczady, u. a. Bär, Wolf und Luchs. 
Der Ort wurde wie alle anderen Ansiedlungen der Gegend nach dem Zweiten Weltkrieg im Zuge der ukrainisch-polnischen Auseinandersetzungen entvölkert. In den 1970er-Jahren entstand, auch mit Hilfe der Armee, nach der Rekultivierung des Tales eine Zucht von Huzulenpferden. Wołosate hat gegenwärtig 44 Einwohner.